# Powiat Żuromiński
Der Powiat Żuromiński ist ein Powiat (Kreis) in der polnischen Woiwodschaft Masowien. Der Powiat hat eine Fläche von 805,01 km², auf der 40.599 Einwohner leben. Die Bevölkerungsdichte beträgt fünfzig Einwohner pro Quadratkilometer (2004).

## Geschichte
Von 1939 bis 1945 war das Gebiet als Landkreis Sichelberg Teil des neuen Regierungsbezirkes Zichenau der Provinz Ostpreußen.

## Gemeinden
Der Powiat umfasst sechs Gemeinden, davon drei Stadt-und-Land-Gemeinden und drei Landgemeinden.

### Stadt-und-Land-Gemeinden
- Bieżuń
- Lubowidz
- Żuromin

### Landgemeinden
- Kuczbork-Osada
- Lutocin
- Siemiątkowo